# Pagan Manifesto
«Pagan Manifesto» — восьмий студійний альбом італійського фольк-метал/павер-метал-гурту Elvenking. Реліз відбувся 27 травня 2014 року. Із цим альбомом лірично та музично гурт повертається до свого оригінального язичницького жанру.

## Список композицій
| #   | Назва                                                                            | Тривалість |
| --- | -------------------------------------------------------------------------------- | ---------- |
| 1.  | «The Manifesto»                                                                  | 1:32       |
| 2.  | «King of the Elves»                                                              | 12:55      |
| 3.  | «Elvenlegions»                                                                   | 3:52       |
| 4.  | «The Druid Ritual of Oak»                                                        | 4:03       |
| 5.  | «Moonbeam Stone Circle»                                                          | 5:35       |
| 6.  | «The Solitaire»                                                                  | 4:37       |
| 7.  | «Towards the Shores»                                                             | 4:09       |
| 8.  | «Pagan Revolution»                                                               | 3:39       |
| 9.  | «Grandier's Funeral Pyre»                                                        | 4:34       |
| 10. | «Twilight of Magic»                                                              | 5:37       |
| 11. | «Black Roses for the Wicked One»                                                 | 4:48       |
| 12. | «Witches Gather»                                                                 | 8:42       |
| 13. | «Amethyst» (бонусний трек)                                                       | 2:17       |
| 14. | «Cyfarwydd» (бонусний трек)                                                      | 3:12       |
| 15. | «Kanjhar» (бонусний трек)                                                        | 4:23       |
| 16. | «Little Black Dress» (оркестрова версія треку "Rouse Your Dream", бонусний трек) | 4:33       |

## Учасники запису
- Дамна — вокал, клавішні, гітара
- Айдан — гітара, вокал, клавішні
- Рафаель — гітара
- Якоб — бас-гітара
- Сімон — барабан
- Летьєн — скрипка